# Zaránd község
Zaránd község (románul: Comuna Zărand) község Arad megyében, Romániában. Központja Zaránd, hozzá tartozik Köröscsente.

## Népessége
A 2011-es népszámlálás adatai alapján a község népessége 2677 fő volt.